# Vincenzo De Mita
Vincenzo De Mita, noto anche come il Foggiano (San Severo, 1751 – dopo il 1805), è stato un pittore italiano, specializzato in temi sacri.

## Biografia
Figlio di Filippo De Mita, si formò a Napoli sotto Francesco De Mura.
Tra le sue opere si ricordano: una Madonna del Rosario per la chiesa dell'Annunziata di Foggia, oggi conservata nel Museo civico della città (l'opera è una copia di un lavoro di Paolo De Matteis presente nella chiesa della Natività della Beata Vergine Maria di Ascoli Satriano) una Gloria di San Nicola di Bari, la Vergine e il Salvatore per la chiesa di Santa Anna di Montemiletto,  un affresco per l'arco di accesso alla cappella della Natività (2° a sinistra) della chiesa di Gesù Nuovo a Napoli (1789), una grande tela raffigurante Sant'Ambrogio che battezza Sant'Agostino per il soffitto della chiesa di Sant'Agostino a Foggia (1790), quattro santi su tela: San Francesco di Paola, San Raffaele Arcangelo e altri due per la chiesa di San Giovanni di Dio a Foggia, una Crocifissione, oggi conservata nella sacrestia della chiesa di Santa Maria delle Grazie a Foggia (1791), un'Ultima Cena (1774) e una Crocifissione (1794) per la chiesa parrocchiale di San Nicola a Castello di Cisterna, una Madonna con anime del Purgatorio (1788), un San Lorenzo in gloria per la Basilica pontificia di Santa Maria de Gulia di Castellabate (1798), un San Nicola e il miracolo dei tre bambini, un'Ultima cena per la chiesa dell'Assunta di Frigento (1805).
Lavorò anche a Forino e a Morra.